# Chonryong
Le Chonryong (aussi orthographié Cheonryong, Cheon Ryong et Ch'onnyong), en coréen 천룡 « Dragon céleste » ou « dragon du ciel », est un missile de croisière d’attaque terrestre, dérivé du missile de croisière Hyunmoo-3A déployé par l’armée de terre de la République de Corée (RoKA). Il existe en versions navale et aéroportée.

## Caractéristiques
Au cours du dernier trimestre 2006, des sources coréennes ont rapporté que Séoul développait un missile de croisière d’attaque terrestre appelé Chonryong (Dragon céleste) ou Hyunmoo. Le premier tir d’essai de cette arme a eu lieu le 25 octobre 2006. Sa portée était estimée à 800 milles marins (1500 kilomètres). En octobre 2006, une source gouvernementale a révélé que le missile sol-sol Hyunmoo-3 avait une portée de 1000 kilomètres, le Hyunmoo-3A une portée de 1500 km, le Boramae air-sol (Falcon) une portée de plus de 500 kilomètres, et le Chonryong, tiré par un navire de surface ou un sous-marin, avait une portée de plus de 500 kilomètres. C’était la première fois que ces détails étaient rendus publics. 
Le Chonryong est un missile de frappe de précision. Il peut frapper des cibles à des distances de 500 kilomètres avec une erreur circulaire probable de seulement 3 mètres, en transportant une ogive conventionnelle de 450 à 500 kg. Le système de guidage combine un système de navigation inertielle avec un système de suivi de terrain. La Corée du Sud prévoit d’augmenter la portée du missile à 1 000 kilomètres.

## Version aéroportée
LIG Nex1 et Hanwha Aerospace sont responsables du développement de la version missile de croisière lancé par air (ALCM) du Chonryong pour la force aérienne de la république de Corée (RoKAF). L’Administration du programme d’acquisition de la défense coréenne (DAPA) a annoncé en décembre 2022 que 145 millions de dollars seraient affectés à son développement. Il devrait être déployé d’ici 2028 à bord du chasseur furtif KAI KF-21 Boramae en développement, et capable d’éliminer des cibles durcies et des bunkers à des distances allant jusqu’à 500 kilomètres.
En septembre 2021 a eu lieu un test de largage du Chonryong, qui est passé inaperçu pour de nombreux observateurs de la Corée du Sud. Le test de largage du missile a eu lieu à partir d’un chasseur F-4 Phantom de la ROKAF, le missile planant avant de frapper sa cible. Avec sa capacité à transporter une grande charge utile et sa grande vitesse, le Phantom est une plate-forme idéale pour tester des missiles de croisière lancés par air.
Le Chonryong est basé sur le TAURUS KEPD 350, que la Corée du Sud a acheté pour les utiliser avec ses F-15 Slam Eagles lorsque la vente de missiles JASSM lui a été refusée. Ces missiles d’une portée de 500 km jouent actuellement un rôle crucial dans la capacité de frappe aérienne de la Corée du Sud contre la Corée du Nord, et ils pourraient jouer un rôle dans leur plan d’attaque des installations souterraines de la Corée du Nord. La Corée du Sud aurait 170 missiles en stock et 90 autres en commande.
Le Chonryong partage certaines similitudes avec le TAURUS mais présente des différences considérables. D’abord, avec une longueur de 4,64 m, le missile est plus petit que le TAURUS qui mesure 5,1 m de long. Une raison possible de sa plus petite taille pourrait être de le rendre plus facile à monter sur le KF-21 Boramae. De plus, ce missile est « biseauté » sur ses bords par rapport au TAURUS qui est plus « lisse ». La configuration des ailes du Chonryong semble être différente de celle du TAURUS, avec ses ailes plus élégantes et plus longues. Beaucoup de ces caractéristiques pourraient être de le rendre plus efficace aérodynamiquement, tout en réduisant sa signature radar. 
Les missiles de croisière lancés par air sont d’énormes atouts pour toute force aérienne. Pour la ROKAF, ils apportent une redondance, et pourraient compléter les lanceurs au sol comme les missiles balistiques ou les GLCM comme le Hyunmoo-3. Le Chongryong sera probablement une partie importante de la capacité de frappe de la ROKAF dans un avenir proche.

## Version navale
Le Chonryong est destiné à être lancé à partir des navires de surface et des sous-marins de la marine de la république de Corée (RoKN). En février 2011, les médias coréens ont rapporté que la marine avait l’intention d’équiper certains de ses destroyers Aegis (KDX-II et KDX-III) avec le missile de croisière Chonryong pour atteindre des cibles en Corée du Nord d’ici la fin de l’année 2011. D’autres sources suggèrent également que le missile Chonryong sera installé sur les sous-marins d'attaque conventionnels de type 214. La RoKN utiliserait le missile de croisière pour détruire des sites de défense côtière et de batteries de missiles en Corée du Nord.
Le Chonryong devrait être l’arme principale des destroyers de type KDX-III (classe Sejong le Grand) qui auront 128 missiles sur leur système de lancement vertical. C’est 32 de plus que la classe Arleigh Burke américaine ou la classe Atago japonaise. Plus de 30 de ces missiles seront des missiles de croisière Chonryong, en complément d’autres armements comprenant 10 missiles anti-sous-marins Hong Sang Eo ou « requin rouge » qui couvrent une portée d’au moins 19 kilomètres.
Chaque sous-marin du lot 1 du type KSS-III (classe Dosan Ahn Changho) de la marine de la république de Corée est équipé d’un système de lancement vertical (VLS) à six tubes, capable de tirer les missiles d’attaque terrestre Chonryong. Cette capacité en fait les premiers sous-marins de la marine sud-coréenne capables de tirer des missiles balistiques lancés par sous-marin (SLBM). Ces sous-marins devraient emporter au moins dix missiles de croisière Chonryong, ce qui représentera une évolution capacitaire majeure pour la RoKN. Après des lancements réussis depuis une barge sous-marine en août 2021, l’Agence sud-coréenne pour le développement de la défense (ADD) a effectué des tests d’éjection sous-marine de missile balistique lancé par sous-marin (SLBM) depuis le sous-marin ROKS Dosan Ahn Changho. La Corée du Sud est devenue ainsi le huitième pays au monde à posséder une telle arme, après les États-Unis, la Russie, la Grande-Bretagne, la France, l’Inde, la Chine et la Corée du Nord. Cependant, les experts estiment que le développement de SLBM par la Corée du Sud ne devrait pas entraîner une nouvelle course aux armements dans la région, où la Corée du Sud continue de faire face aux menaces de son adversaire potentiel, la Corée du Nord, qui a également cherché à renforcer sa force sous-marine.

## Opérateurs
- Corée du Sud : Force aérienne de la république de Corée
- Corée du Sud : Marine de la république de Corée